# Fluminicola
Fluminicola is een geslacht van weekdieren uit de klasse van de Gastropoda (slakken).

## Soorten
- Fluminicola abavia (C. Mayer, 1869) †
- Fluminicola ahjumawi Hershler, Liu, Frest & Johannes, 2007
- Fluminicola anserinus Hershler, Liu, Frest & Johannes, 2007
- Fluminicola caballensis Hershler, Liu, Frest & Johannes, 2007
- Fluminicola coloradoensis J. P. E. Morrison, 1940
- Fluminicola dalli (Call, 1884)
- Fluminicola erosus Hershler, Liu, Frest & Johannes, 2007
- Fluminicola favillaceus Hershler, Liu, Frest & Johannes, 2007
- Fluminicola fremonti Hershler, Liu, Frest & Johannes, 2007
- Fluminicola fresti Hershler, Liu & Hubbart, 2017
- Fluminicola fuscus (Haldeman, 1847)
- Fluminicola gustafsoni Hershler & Liu, 2012
- Fluminicola insolitus Hershler, 1999
- Fluminicola klamathensis Liu & Hershler, 2019
- Fluminicola lunsfordensis Hershler, Liu, Frest & Johannes, 2007
- Fluminicola minutissimus Pilsbry, 1907
- Fluminicola modoci Hannibal, 1912
- Fluminicola multifarius Hershler, Liu, Frest & Johannes, 2007
- Fluminicola neritoides Hershler, Liu, Frest & Johannes, 2007
- Fluminicola nuttallianus (Lea, 1838)
- Fluminicola potemicus Hershler, Liu, Frest & Johannes, 2007
- Fluminicola sanmateoensis Glen, 1960 †
- Fluminicola scopulinus Hershler, Liu, Frest & Johannes, 2007
- Fluminicola seminalis (Hinds, 1842)
- Fluminicola turbiniformis (Tryon, 1865)
- Fluminicola umbilicatus Hershler, Liu, Frest & Johannes, 2007
- Fluminicola umpquaensis Hershler, Liu & Hubbart, 2017
- Fluminicola virens (Lea, 1838)
- Fluminicola virginius Hershler, 1999
- Fluminicola warnerensis Hershler, Liu, Frest & Johannes, 2007
- Fluminicola weaveri Yen, 1944 †
- Fluminicola williamsi (Hannibal, 1912) †
- Fluminicola yuanchuensis Yen, 1969 †

### Synoniemen
- Fluminicola (Gillia) Stimpson, 1865 † => Gillia Stimpson, 1865
- Fluminicola (Gillia) lycica Oppenheim, 1919 † => Staja lycica (Oppenheim, 1919) †
- Fluminicola (Gillia) orientalis Bukowski, 1896 † => Pseudamnicola orientalis (Bukowski, 1896) †
- Fluminicola avernalis Pilsbry, 1935 => Pyrgulopsis avernalis (Pilsbry, 1935)
- Fluminicola coloradensis J. P. E. Morrison, 1940 => Fluminicola coloradoensis J. P. E. Morrison, 1940
- Fluminicola coloradoense J. P. E. Morrison, 1940 => Fluminicola coloradoensis J. P. E. Morrison, 1940
- Fluminicola columbiana Pilsbry, 1899 => Fluminicola fuscus (Haldeman, 1847)
- Fluminicola junturae D. W. Taylor, 1963 † => Lithoglyphus junturae (D. W. Taylor, 1963) †
- Fluminicola kettlemanensis Pilsbry, 1934 † => Lithoglyphus kettlemanensis (Pilsbry, 1934) †
- Fluminicola malheurensis Henderson & Rodeck, 1934 † => Lithoglyphus malheurensis (Henderson & Rodeck, 1934) †
- Fluminicola nevadensis Walker, 1916 => Pyrgulopsis bryantwalkeri Hershler, 1994
- Fluminicola percarinata Pilsbry, 1934 † => Pyrgulopsis percarinata (Pilsbry, 1934) † (new combination)
- Fluminicola perditicollis Pilsbry, 1934 † => Pyrgulopsis perditicollis (Pilsbry, 1934) †
- Fluminicola pilula Pilsbry, 1934 † => Pyrgulopsis pilula (Pilsbry, 1934) †
- Fluminicola protea Yen, 1948 † => Reesidella protea (Yen, 1948) †
- Fluminicola siegfusi Pilsbry, 1934 † => Brannerillus siegfusi (Pilsbry, 1934) †
- Fluminicola spiralis Pilsbry, 1934 † => Pyrgulopsis spiralis (Pilsbry, 1934) †
- Fluminicola yatesiana (Cooper, 1894) † => Pyrgulopsis yatesiana (Cooper, 1894) †